# アート・ヴァン・ダム
アート・ヴァン・ダム（Art Van Damme、1920年4月9日 - 2010年2月15日）は、アメリカのジャズ・アコーディオン奏者。
ヴァン・ダムはヨーロッパをツアーし、日本のジャズ愛好家の間で人気を集めた。
ヴァン・ダムは結婚しており、3人の子供がいた。カリフォルニア州ローズビルに引退した後も、ほぼ人生の終わりまで演奏を続けた。2010年2月15日に89歳で亡くなったとき、数週間にわたり肺炎を患っていた。

## ディスコグラフィ

### リーダー・アルバム
- Cocktail Capers (1949年、Capitol)
- More Cocktail Capers (1952年、Capitol)
- 『マティーニ・タイム』 - Martini Time (1953年、Columbia)
- The Van Damme Sound (1954年、Columbia)
- House Party (1956年、Columbia)
- Manhattan Time (1956年、Columbia)
- The Art Of Van Damme (1956年、Columbia)
- 『ワンス・オーヴァー・ライトリー』 - Once Over Lightly (1957年、Columbia) ※with ジョー・スタッフォード
- They're Playing Our Song: Fifty Years Of Hit Songs (1958年、Columbia)
- Everything's Coming Up Music (1959年、Columbia)
- Accordion à la Mode (1961年、Columbia)
- Art Van Damme Swings Sweetly (1962年、Columbia)
- A Perfect Match (1963年、Columbia) ※with ジョニー・スミス
- Septet: The New Sound Of Art Van Damme (1964年、Columbia)
- Lover Man! (1965年、Pickwick) ※コンピレーション
- Music For Lovers (1967年、Harmony) ※コンピレーション
- With Art Van Damme In San Francisco (1966年、MPS)
- 『愛の美学』 - The Gentle Art Of Art (1967年、MPS)
- 『サテン・ドール』 - Ecstasy (1967年、MPS)
- 『ララバイ・イン・リズム』 - Lullaby In Rhythm (1968年、MPS) ※旧邦題『君去りし後』
- Art In The Black Forest (1968年、MPS)
- On The Road (1969年、MPS)
- Art And Four Brothers (1969年、MPS)
- Blue World (1970年、MPS)
- 『懐かしき君の想い出』 - Keep Going (1970年、MPS)
- The Many Moods Of Art (1972年、MPS/BASF)
- Star Spangled Rhythm (1973年、MPS/BASF)
- 『瞳は君ゆえに』 - Squeezing Art & Tender Flutes (1973年、MPS)
- Art Van Damme with Strings (1973年、MPS) ※with エバーハルト・ウェーバー、ジギ・シュヴァプ[5]
- 『インヴィテイション』 - Invitation (1974年、MPS) ※with シンガーズ・アンリミテッド
- By Request (1978年、Sonic Arts)
- Art In Sweden (1979年、Great Music Production)
- Live In Finland (1980年、Finlandia)
- Art & Liza (1981年、Svenska Media AB) ※with リザ・マットソン
- Art Van Damme * In Norway (1982年、CBS)
- Pa Kungliga Djurgarden (1983年、Pi)
- Art Van Damme And Friends (1983年、Pausa)
- Art (1986年、Intersound)
- State Of Art (2000年、MPS)
- Swinging The Accordion On MPS (2006年、MPS) ※5CDボックスセット